# Hippasteria
Genre
Hippasteria est un genre d'étoiles de mer qui appartient à la famille des Goniasteridae.

## Description
Ce sont pour la plupart des étoiles d'eau profonde, dont beaucoup sont des prédateurs de coraux abyssaux,.
L'espèce Hippasteria phrygiana (auparavant connue également sous le nom de Hippasteria spinosa) est la plus répandue, présente dans les trois principaux bassins océaniques.

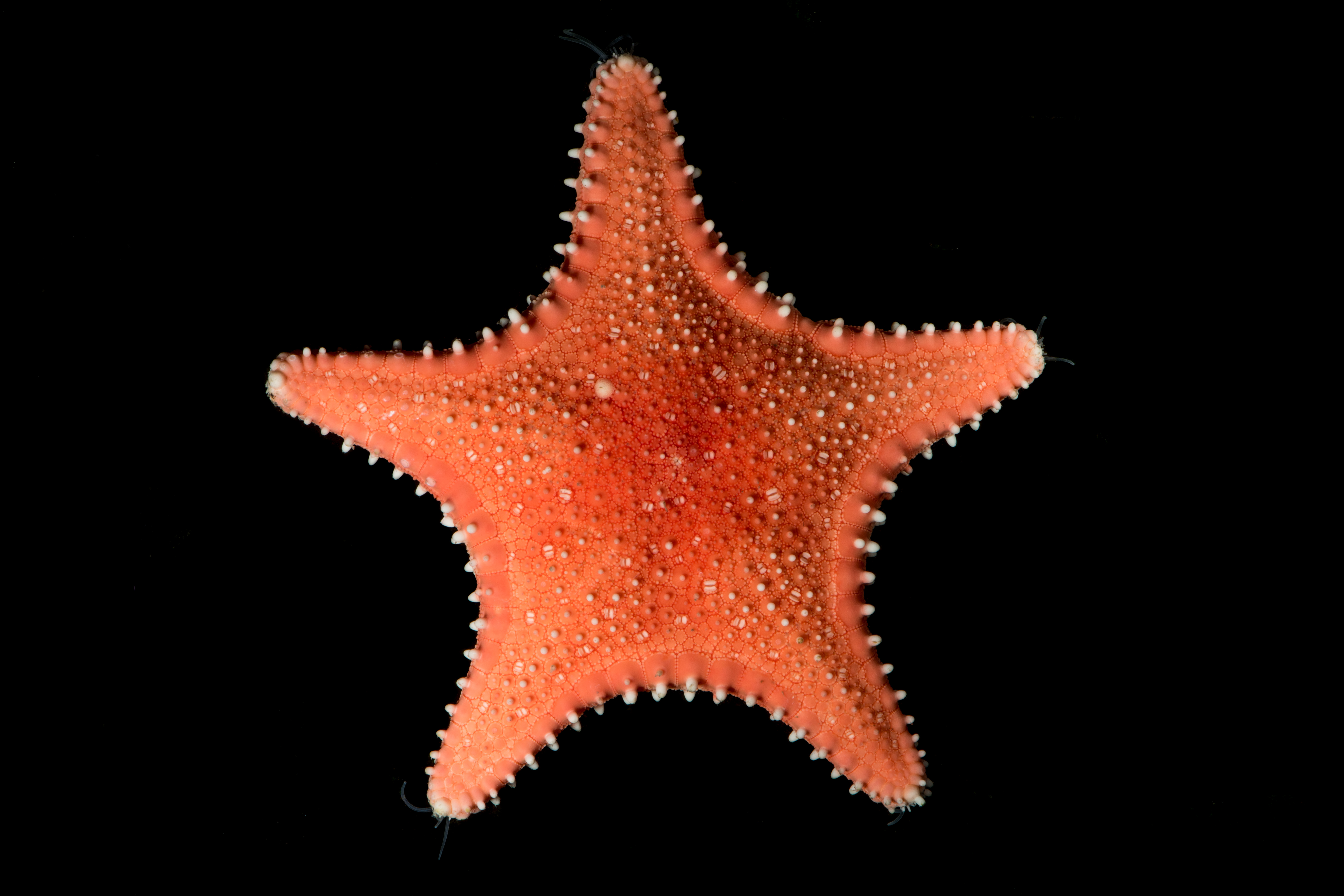
Hippasteria phrygania
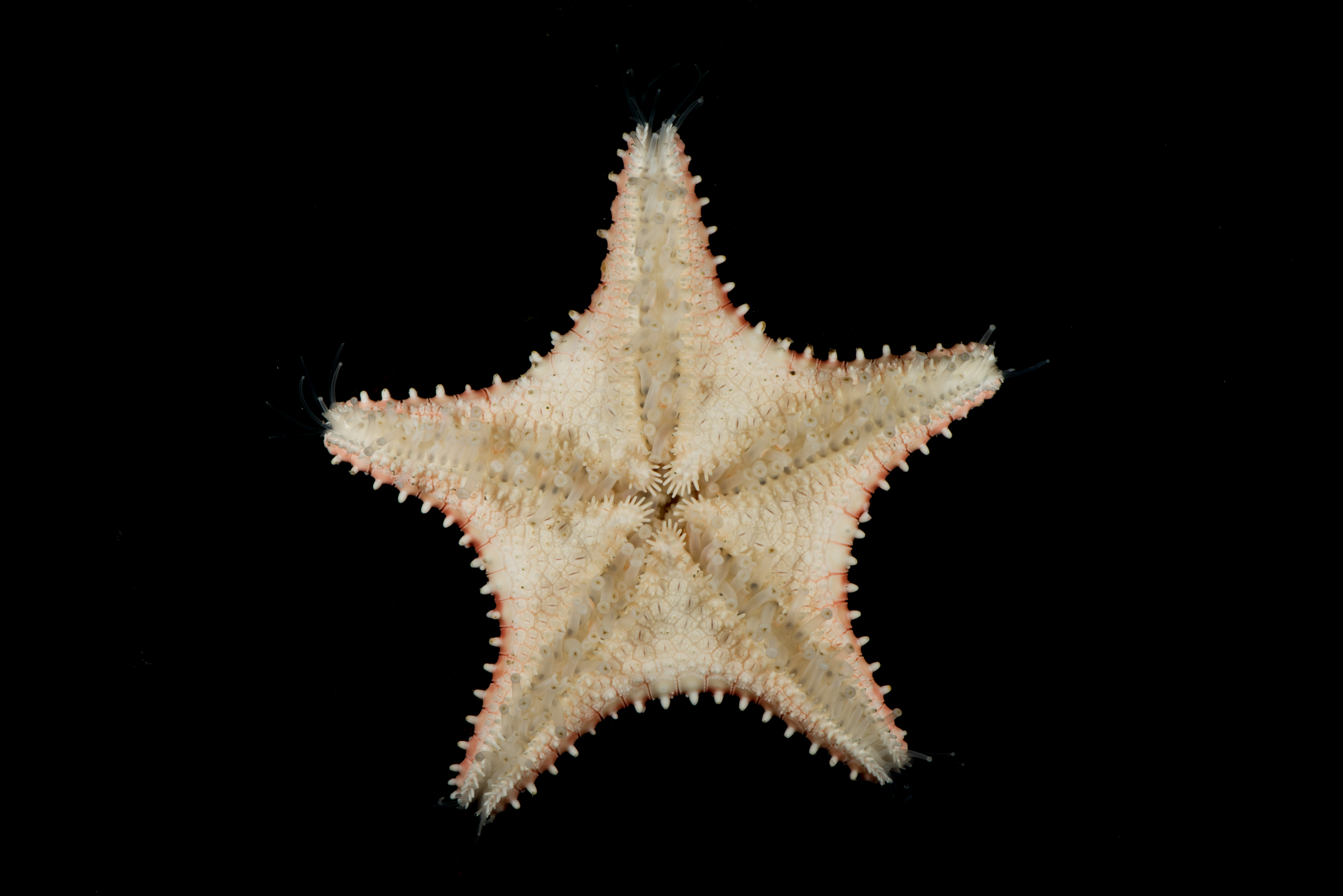
Idem, face orale.
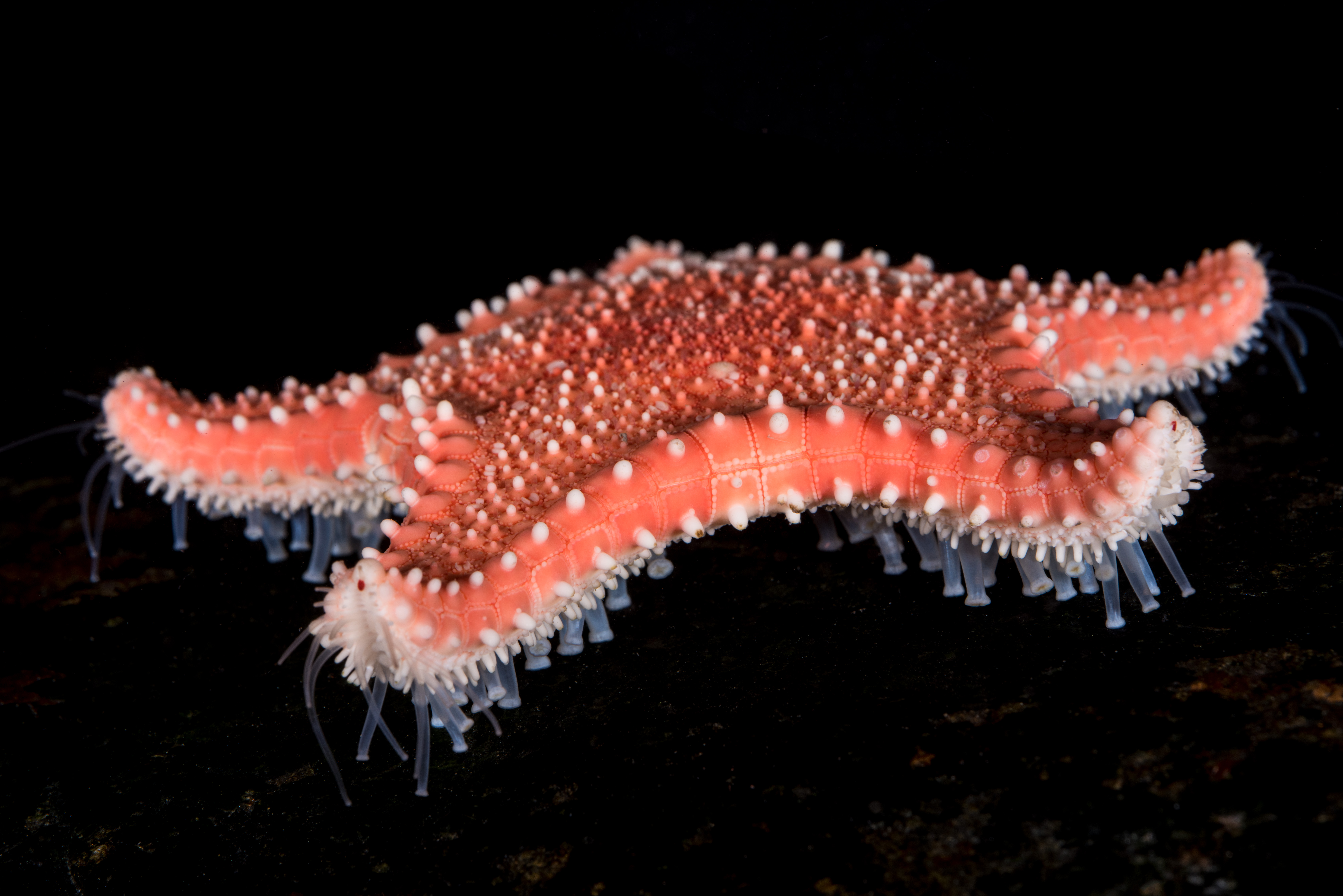
Idem, de profil.
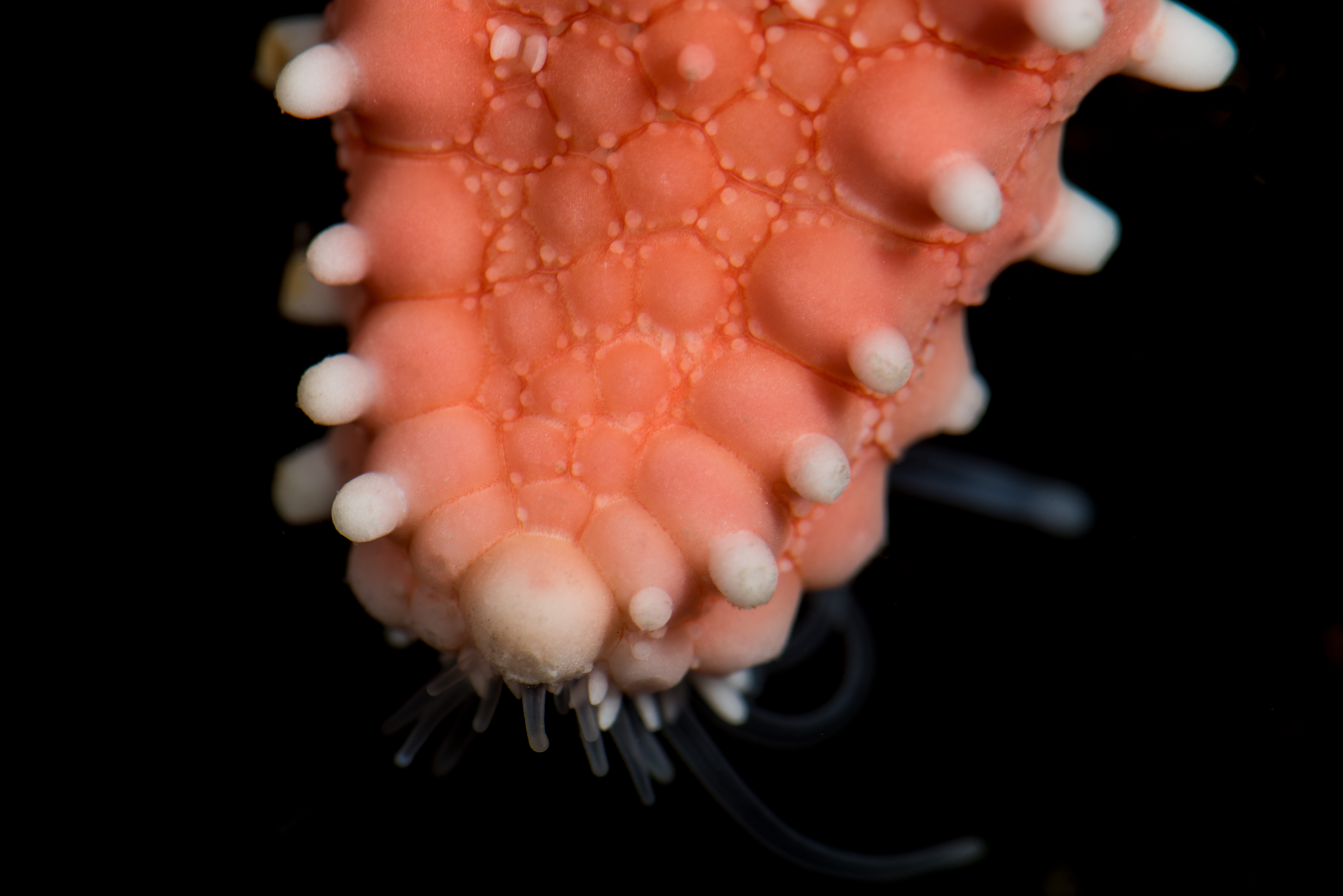
Idem, détails du bras.
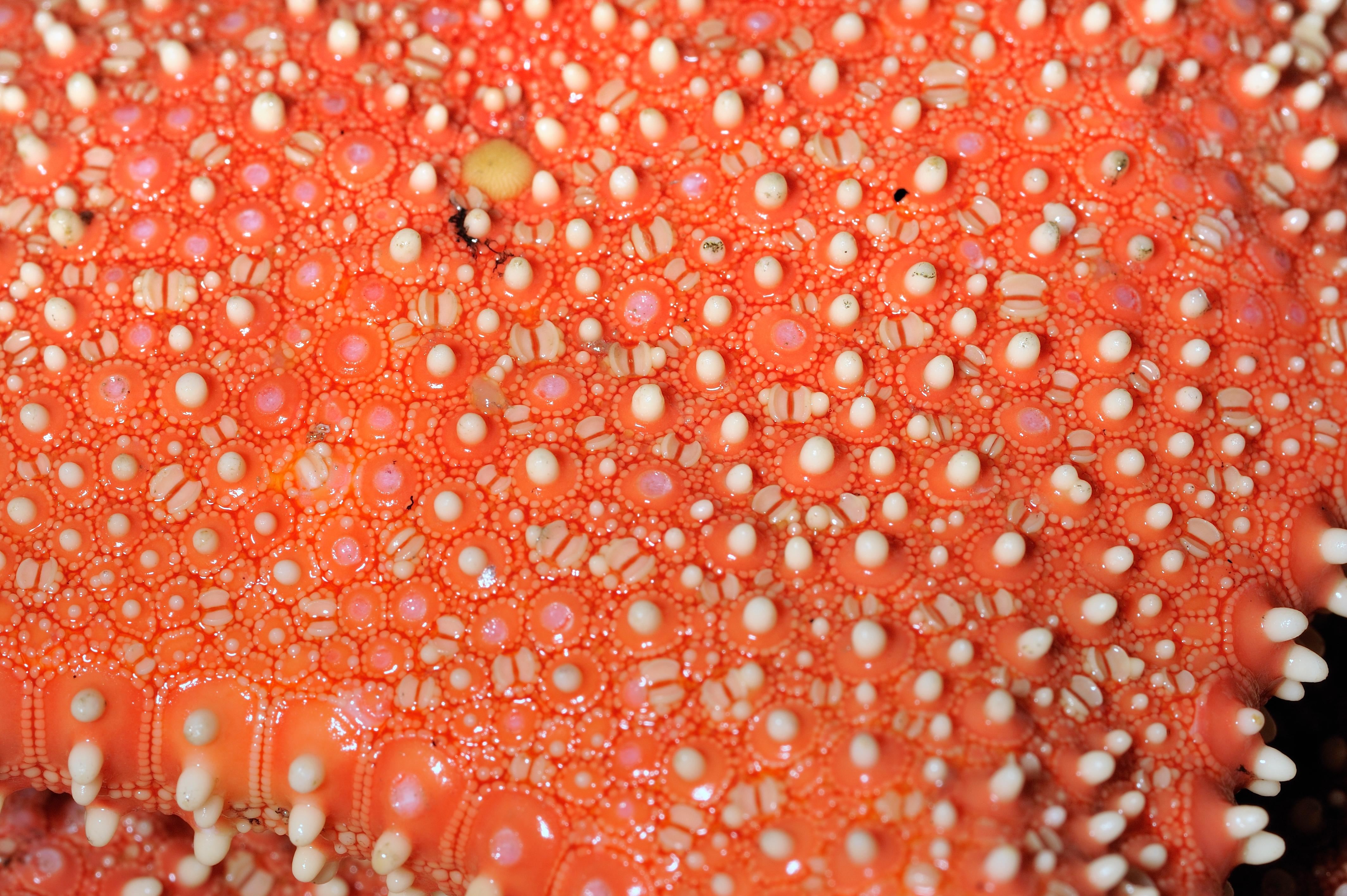
Détail de la face dorsale.

## Liste d'espèces
Selon World Register of Marine Species (11 juin 2014) :
- Hippasteria californica Fisher, 1905
- Hippasteria falklandica Fisher, 1940
- Hippasteria heathi Fisher, 1905
- Hippasteria imperialis Goto, 1914
- Hippasteria leiopelta Fisher, 1910
- Hippasteria lepidonotus (Fisher, 1905)
- Hippasteria magellanica Perrier, 1888
- Hippasteria mcknighti Mah, Neill, Eleaume & Foltz 2014
- Hippasteria muscipula Mah, Neill, Eleaume & Foltz 2014
- Hippasteria nozawai Goto, 1914
- Hippasteria phrygiana (Parelius, 1768)
- Hippasteria tiburoni Mah, Neill, Eleaume & Foltz 2014

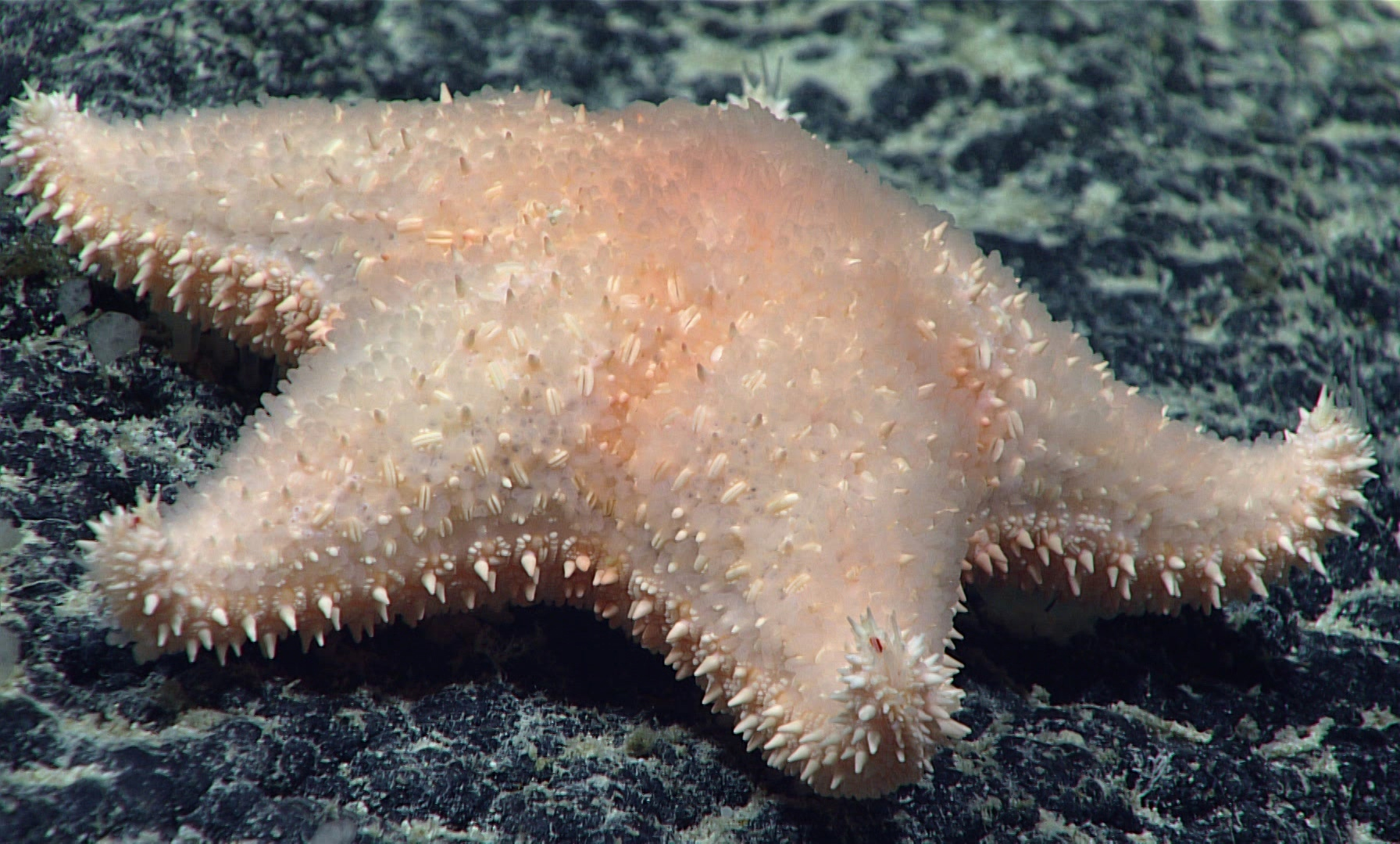
Hippasteria capstonei
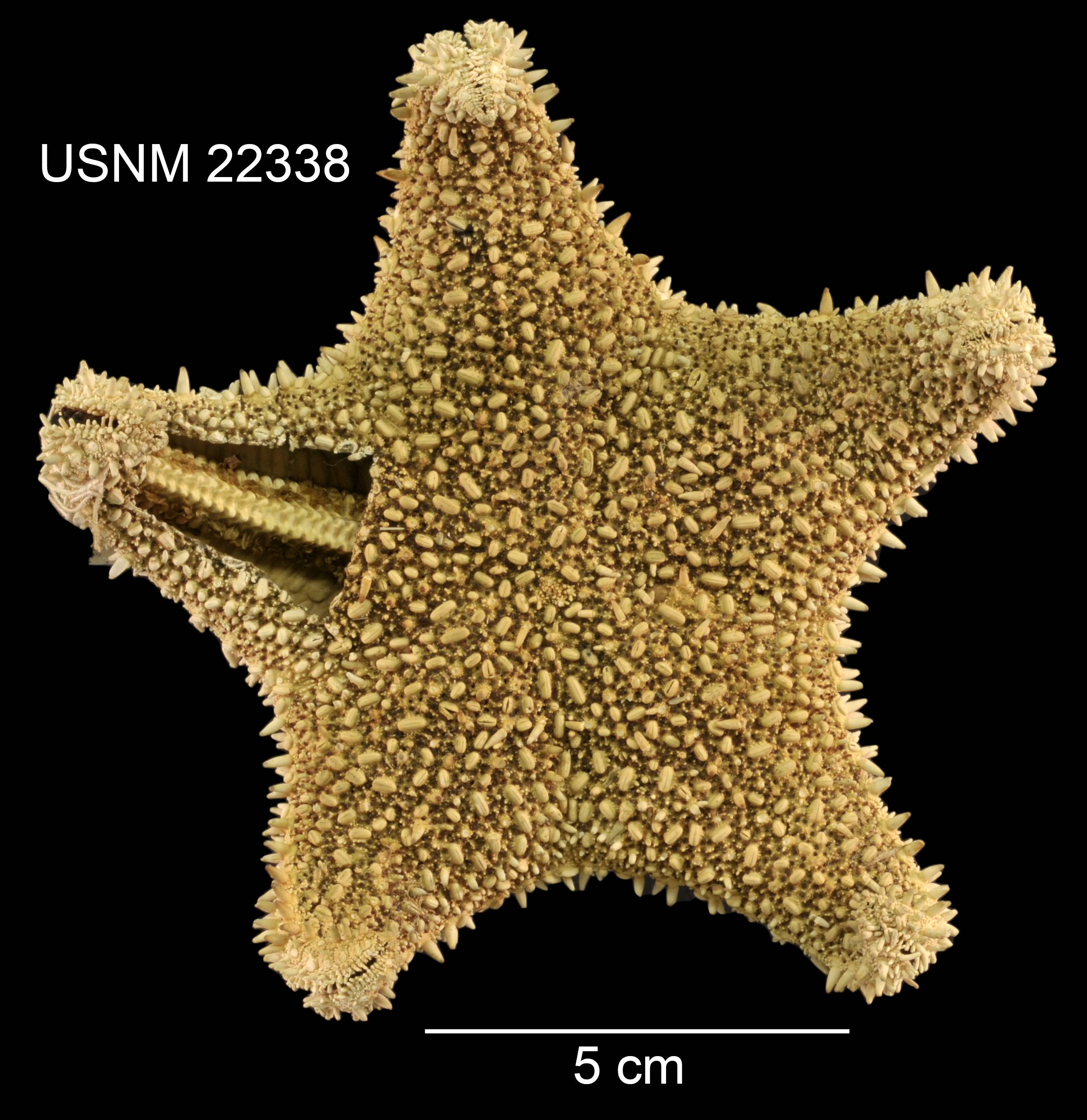
Hippasteria heathi
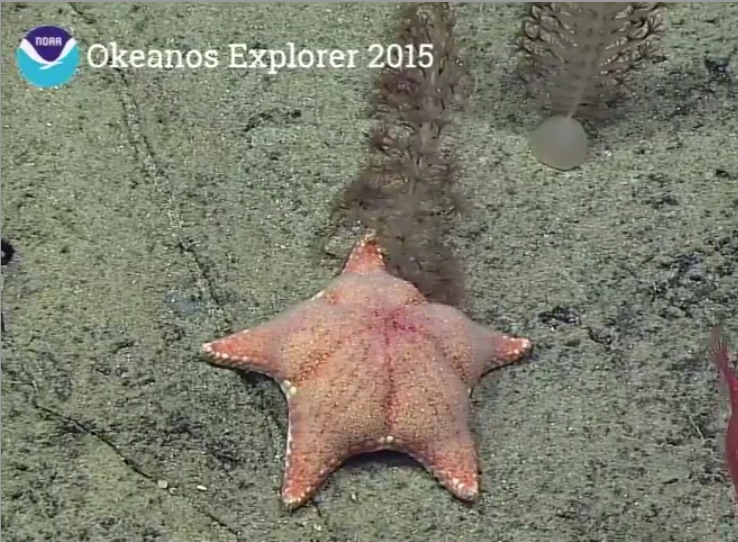
Hippasteria imperialis
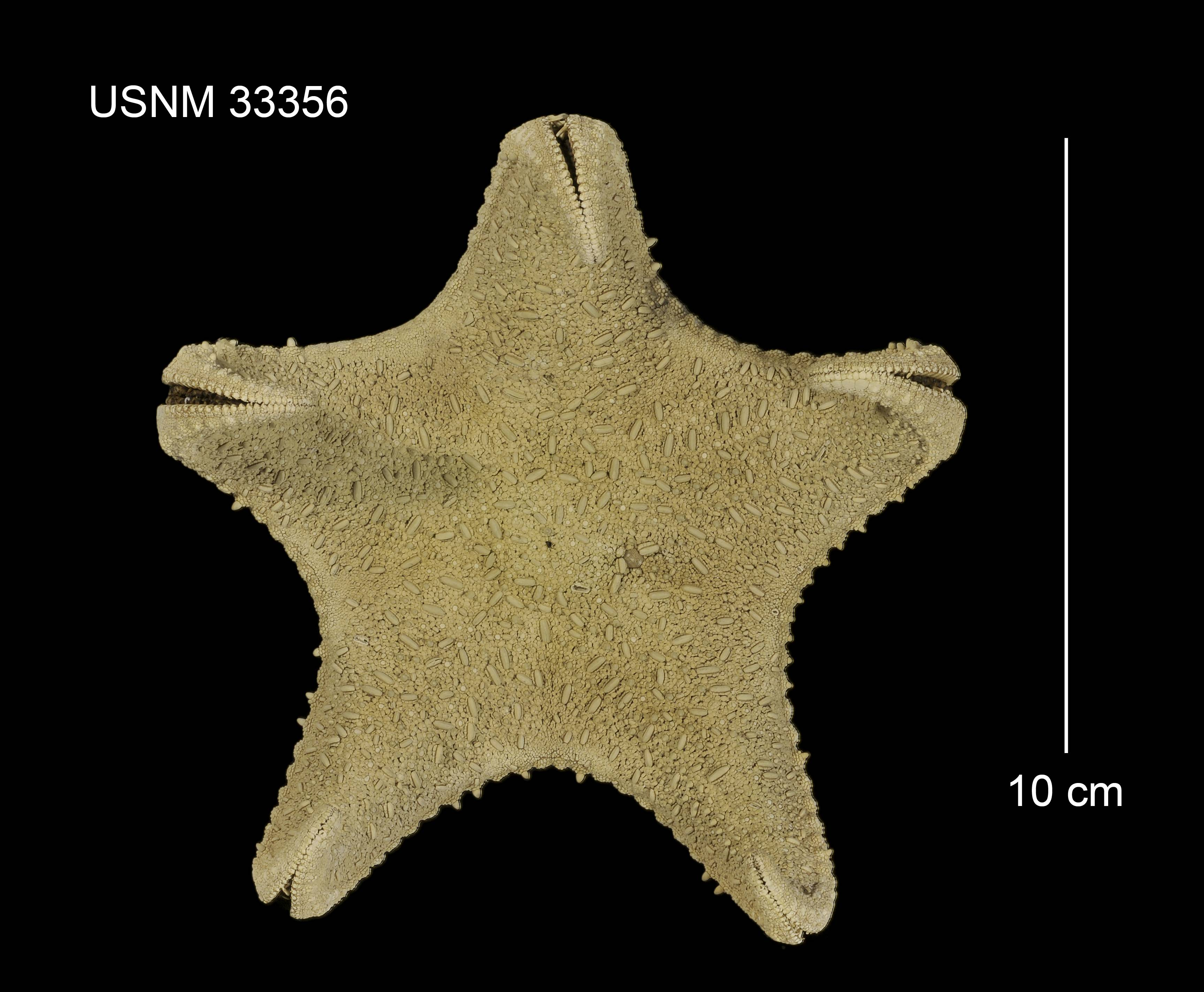
Hippasteria lepidonotus
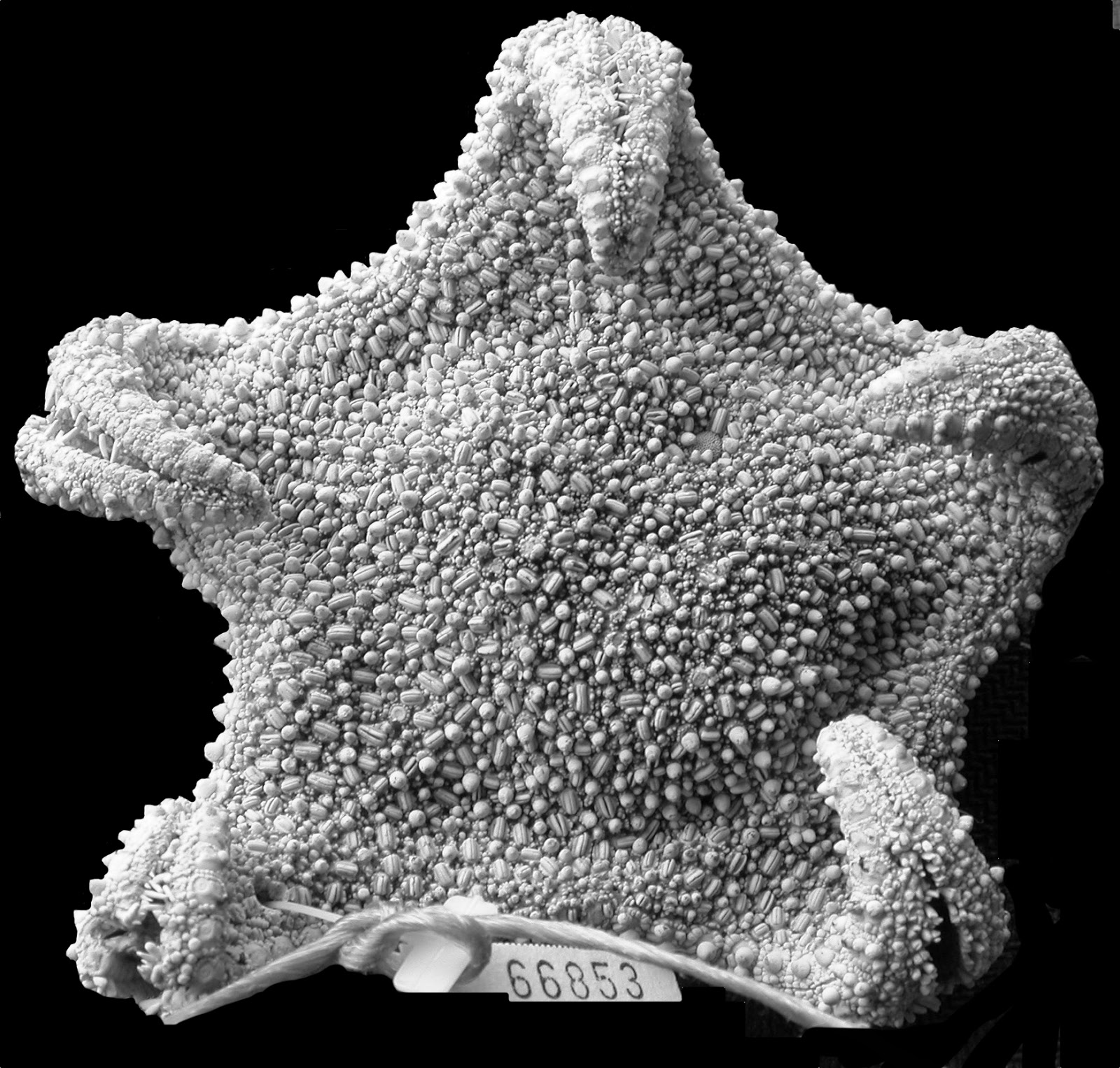
Hippasteria mcknighti
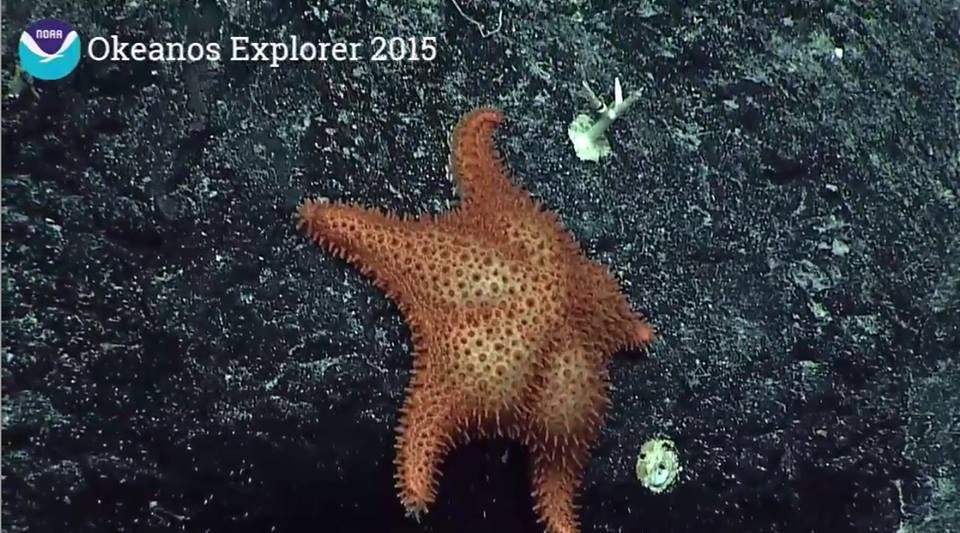
Hippasteria muscipula
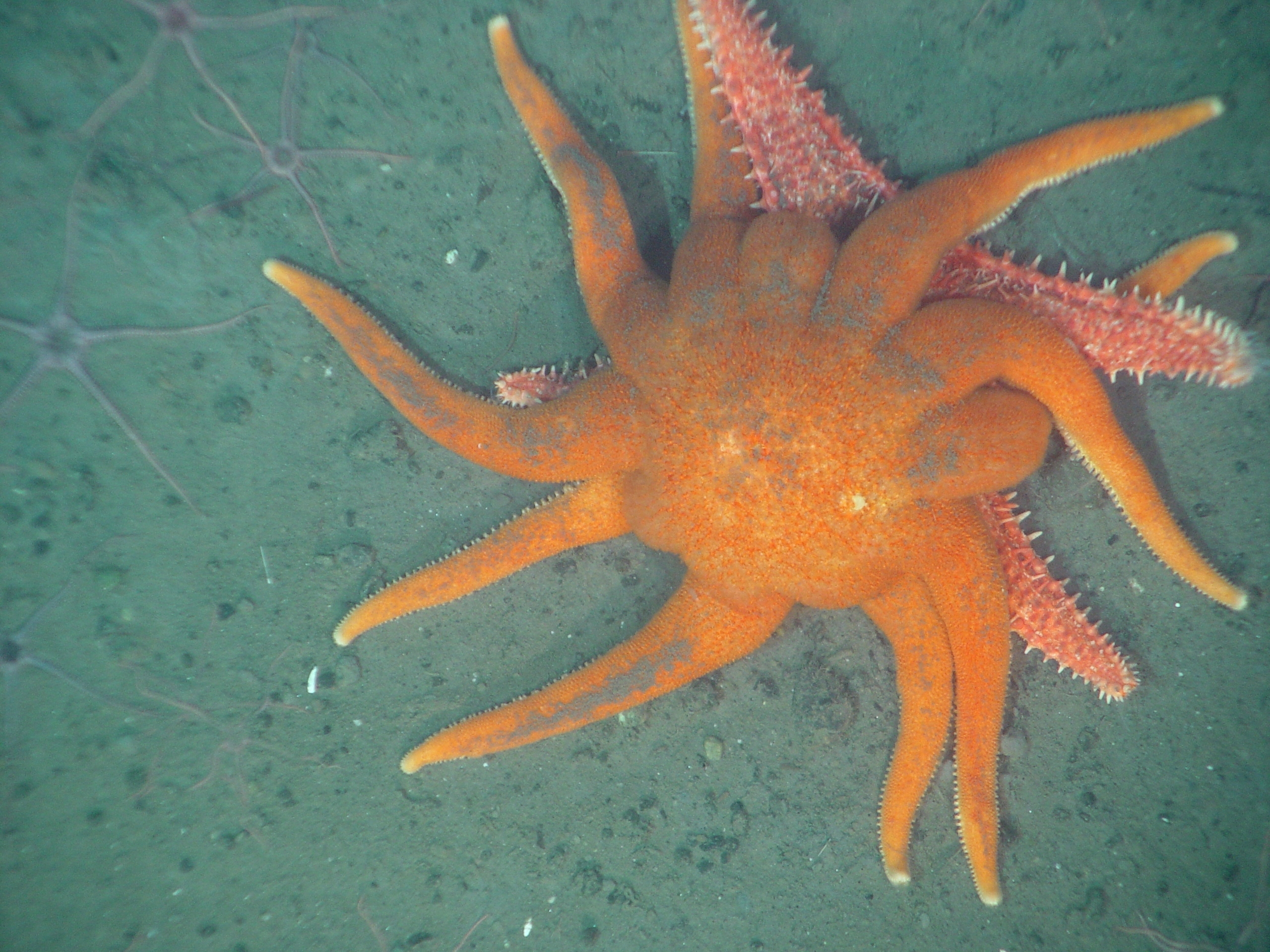
Hippasteria phrygiana attaquée par Solaster dawsoni
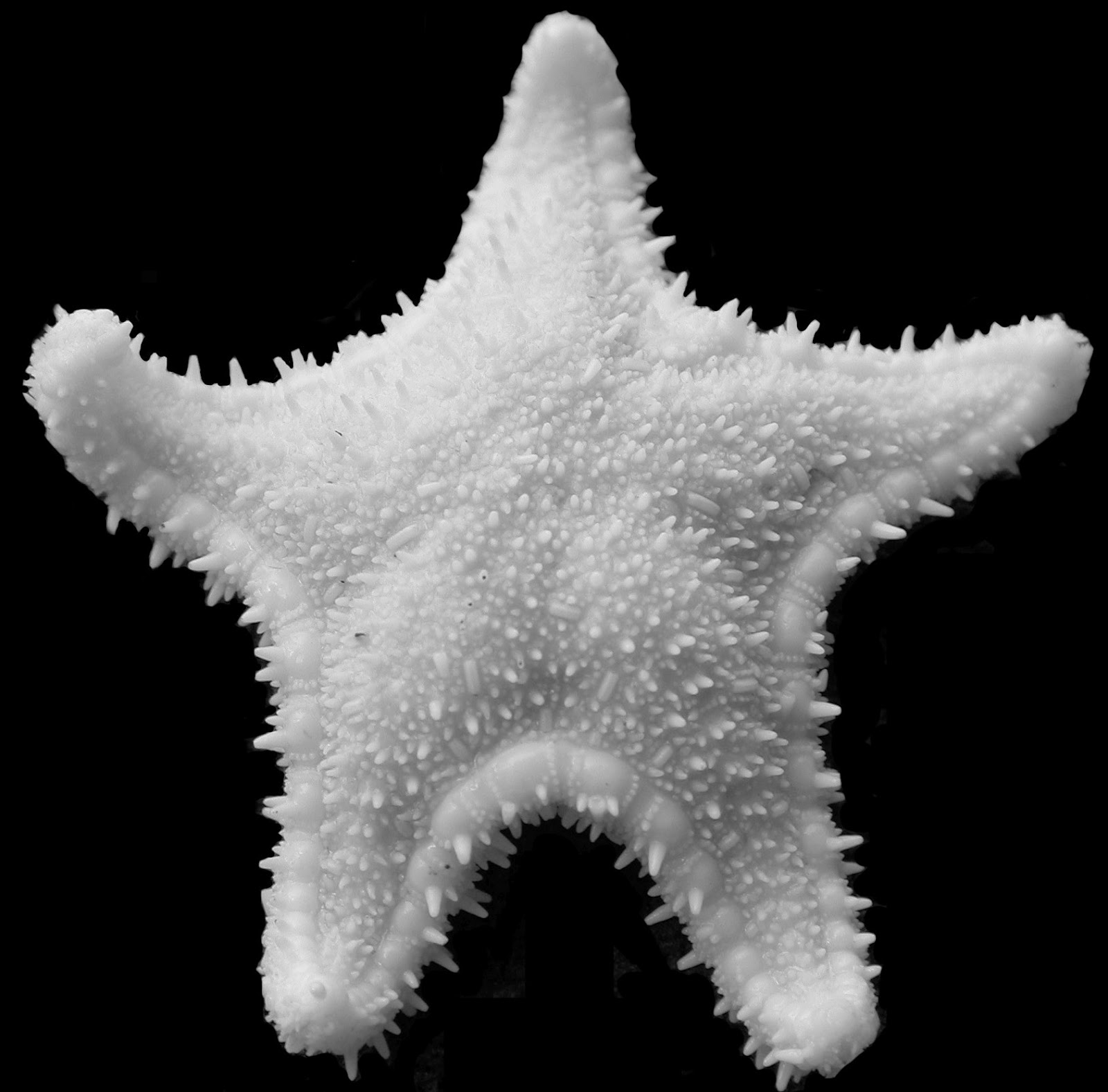
Hippasteria tiburoni